# 鯉安苑

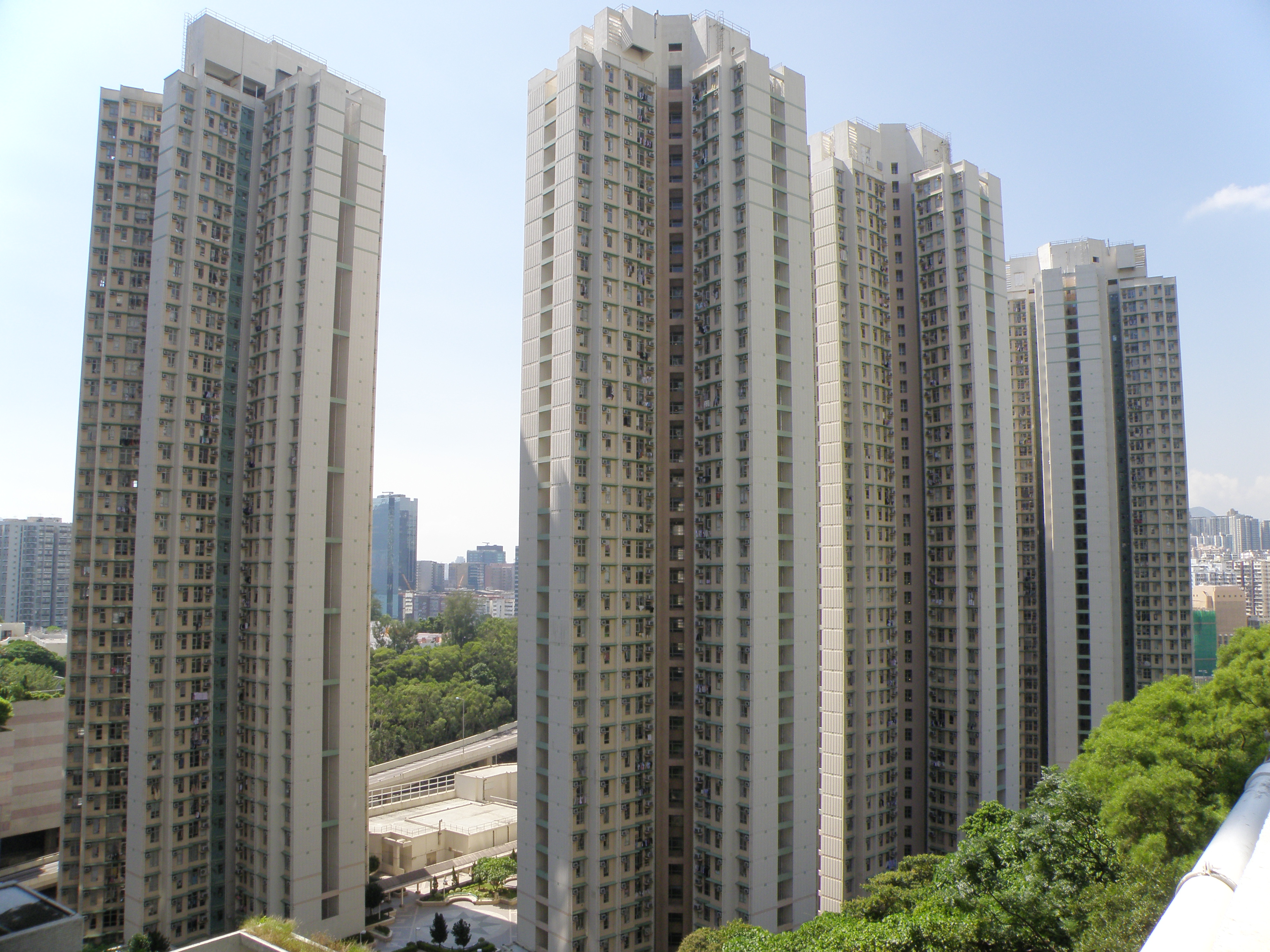
從啓田道望鯉安苑

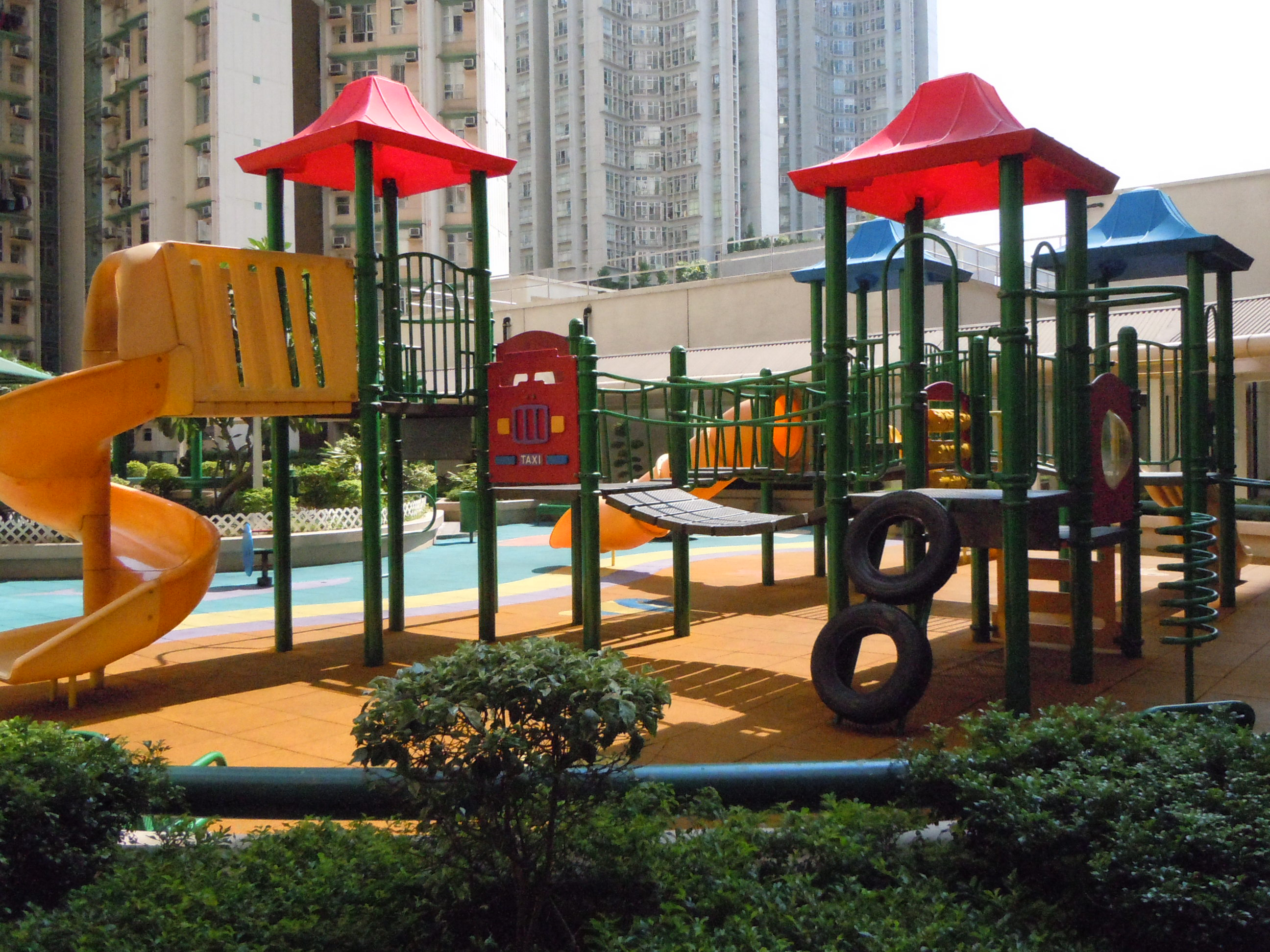
位於五樓平台花園的兒童遊樂場

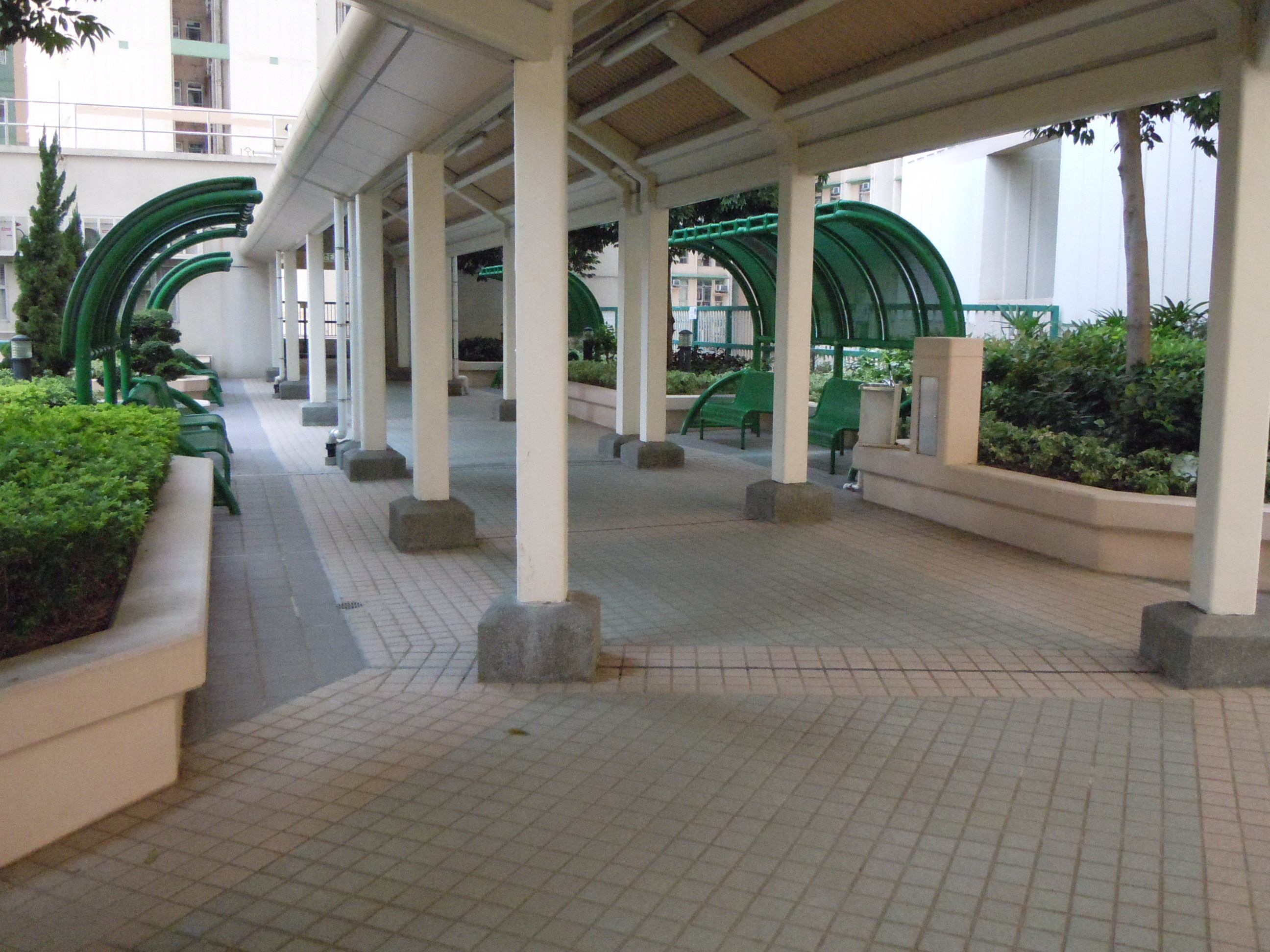
平台花園設有通往各座的有蓋行人通道

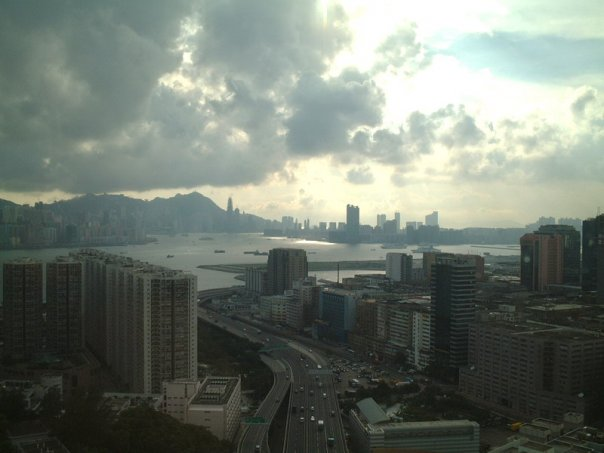
高層單位可望維多利亞港

鯉安苑（英語：Lei On Court）座落於藍田滙景花園旁，鄰近港鐵藍田站。項目編號為KL50RH，由房屋署總建築師（發展及標準策劃）負責設計，總承建商為瑞安承建有限公司。本屋苑屬於房委會居者有其屋計劃24期甲及剩餘居屋計劃第3期的居屋屋苑。本苑亦是藍田最近港鐵站的居屋屋苑，與附近的康逸苑均是藍田綠表市場成交價最高的屋苑。
屋苑前身觀塘（鯉魚門道）邨於1997年10月31日（較原定的日期延遲7個月）拆卸。重建後成為現時的鯉安苑，是藍田僅有以「鯉」字為名稱開首的居屋屋苑。

## 屋苑資料

### 樓宇
- 鯉安苑共有6座樓宇
- 第一期（A座-C座及F座）於2002年8月16日落成；而第二期（D座及E座）則於2003年1月30日落成[1]。

| 樓宇名稱（座號） | 樓宇類型                  | 落成年份 | 層數 | 每層伙數                        | 單位數目（伙） | 建築師                            | 承建商   | 提供升降機的廠商 | 房屋計劃                                     | 期數 |
| ---------------- | ------------------------- | -------- | ---- | ------------------------------- | -------------- | --------------------------------- | -------- | ---------------- | -------------------------------------------- | ---- |
| 鯉康閣（A座）    | 單方向設計康和型 （統型） | 2002年   | 40   | 6（6-40樓） 3（5樓）            | 213            | 房屋署總建築師 （發展及標準策劃） | 瑞安承建 | 日立 HVF (VVVF)  | 居者有其屋計劃24期甲、 出售剩餘居屋計劃第3期 | 1    |
| 鯉逸閣（B座）    | 康和一型第一款            | 2002年   | 40   | 8                               | 320            | 房屋署總建築師 （發展及標準策劃） | 瑞安承建 | 日立 HVF (VVVF)  | 居者有其屋計劃24期甲、 出售剩餘居屋計劃第3期 | 1    |
| 鯉欣閣（C座）    | 康和一型第二款            | 2002年   | 40   | 8                               | 320            | 房屋署總建築師 （發展及標準策劃） | 瑞安承建 | 日立 HVF (VVVF)  | 居者有其屋計劃24期甲、 出售剩餘居屋計劃第3期 | 1    |
| 鯉怡閣（D座）    | 康和一型第一款            | 2003年   | 40   | 8（6-40樓） 6（1-5樓）          | 310            | 房屋署總建築師 （發展及標準策劃） | 瑞安承建 | 日立 HVF (VVVF)  | 居者有其屋計劃24期甲、 出售剩餘居屋計劃第3期 | 2    |
| 鯉景閣（E座）    | 康和一型第一款            | 2003年   | 40   | 8（6-40樓） 6（5樓） 4（1-4樓） | 302            | 房屋署總建築師 （發展及標準策劃） | 瑞安承建 | 日立 HVF (VVVF)  | 居者有其屋計劃24期甲、 出售剩餘居屋計劃第3期 | 2    |
| 鯉庭閣（F座）    | 單方向設計康和型 （統型） | 2002年   | 41   | 6（6-41樓） 3（5樓）            | 219            | 房屋署總建築師 （發展及標準策劃） | 瑞安承建 | 日立 HVF (VVVF)  | 居者有其屋計劃24期甲、 出售剩餘居屋計劃第3期 | 2    |

- 鯉安苑所有樓宇均以康和型居屋設計，分別採用康和一型以及單方向康和型大廈兩種樓宇設計（當中鯉欣閣是全港唯一按整體重建計劃興建的康和一型第二款大廈，並與鯉逸閣構成全港僅有連同康和一型第一及第二款的雙子式大廈）；單方向樓宇以非噪音敏感地帶（如樓梯、升降機、廚房及浴室）面向高噪音的鯉魚門道及港鐵觀塘線架空路段，鯉安苑的整體設計以樓宇佈局來減低公路及鐵路的噪音對全屋苑的影響，以維持寧靜的居住環境。而鯉安苑每個標準樓層的單位數目為6至8伙，低層更是3至6伙，每幢大廈均設有4部日本「日立」「HVF」型號高速載客升降機（高座及低座分別各2部）。
- 康和型居屋設計主要是參考私人發展商的樓宇設計開則，三房單位設有主人套房；單位面積由60.8至92.6 m2（654至997 sq ft）。2002年首次售價為98.24萬至187.63萬元（未計補地價），2008年重售售價則由123.39至232.98萬元（未計補地價）。以建築面積計，鯉安苑所提供的997呎三房連套房單位為全香港的最大的居屋面積。
- 屋苑現由新鴻基地產旗下的公司啟勝管理服務負責物業管理的工作。屋苑業主立案法團於2010年正式成立。

1. ↑  與位於油塘的鯉魚門邨以及鯉魚門村並無關係，當中前者建於嶺南新村原址

### 原裝交樓標準設備
- 浴室

浴室設備包括西班牙「Roca」浴缸及瓷質沖水式坐廁、美國「Corian」（陶氏化工轄下纖維樹脂品牌）實心面材檯面連地櫃、泰國「Karat」洗手盆，以及其他浴室配件。另外，冷水喉為日本「DIA LP」有塑膠內層的鉛水鐵喉，熱水喉則為澳洲「Crane」牌包隔熱層銅喉。另設有香港中華煤氣旗下品牌「TGC」對衡式超薄型煤氣熱水爐一個。
- 主人套房浴室（適用於三房單位）

浴室設備包括台灣「一太金龍牌」淋浴花灑間連趟門、西班牙「Roca」座腳洗手盆及瓷質沖水式坐廁，以及其他浴室配件。另設有香港中華煤氣旗下品牌「TGC」對衡式超薄型煤氣熱水爐一個。
- 廚房

牆身鋪砌台灣「Pierre Cardin」牌瓷磚以及地台鋪砌台灣「羅馬」牌過底磚。廚房另設有優質木吊櫃及木地櫃連美國「Corian」實心面材工作檯面（附設有不锈鋼雙盆洗滌盆和煮食灶台）。並設有煤氣公司旗下品牌「Weili」對衡式煤氣熱水爐一個。
- 客／飯廳及睡房均附送美國「開利」牌冷氣機。

### 屋苑配套
- 2個兒童遊樂場（1個設於B、C座旁，另外一個設於平台花園）
- 老人健體設施（設於B、C座旁）
- 平台花園位於A、D、E、F座5樓（內有兒童遊樂場、羽毛球場、乒乓球場、涼亭等康樂設施，平台並設有密碼鎖限制屋苑以外的訪客進入）
- 屋苑商店（當中7-11便利店已於2016年開幕）
- 1個順便智能櫃（位於鯉欣閣地下有蓋空地）[7]
- 1個有蓋停車場（包括387個私家車停車位和40個有蓋電單車停車位）
- 1個露天停車場（包括36個露天私家車停車位）

### 日常購物
住客可以步行到屋苑隔鄰的匯景廣場購買日常用品、乘搭扶手電梯約5分鐘往藍田半山的啟田商場（藍田站A出口通道)、從屋苑步行10－15分鐘前往麗港城商場或途經藍田站D1出口通道及行人天橋前往，也可以步行10－15分鐘前往觀塘APM商場。

### 屋苑榮獲獎項
- 2005年 觀塘區大廈清潔比賽屋苑組- 冠軍
- 2006年 環保署「家居廢物源頭分類比賽」- 銀獎
- 2007年 香港地球之友「知慳惜電」節能比賽- 達標物業
- 2008年 環保署「家居廢物源頭分類比賽」- 最高回收量大獎、鑽石獎、宣傳大獎
- 2009年 獲水務署「大廈優質食水認可計劃」證書、環保署「家居廢物源頭分類比賽」- 銀獎
- 2010年 觀塘區私人樓宇綠化及清潔比賽季軍、環保署「家居廢物源頭分類比賽」- 銀獎、香港生產力促進局「香港環保卓越計劃」的卓越等級減廢標誌
- 2011年 鯉怡閣，鯉景閣及鯉庭閣獲「大廈優質食水銀證書 」、社會褔利署獲「愛心屋苑」、觀塘區私人樓宇環保清潔比賽亞軍、「香港環保卓越計劃」的卓越等級減廢標誌、環保署「家居廢物源頭分類比賽」- 最低廢物棄置量大獎金獎

## 鄰近發展
- 2011年的《施政報告》，政府提出「起動九龍東」計劃，擬將觀塘、九龍灣以及啟德打造成香港另一個核心商業區（CBD2）。未來九龍東寫字樓的總供應量，會是中環核心區的兩倍。
- 觀塘游泳池及遊樂場重建工程 - 康文署正把有舊有的觀塘遊樂場重建成一棟4層高的游泳場館，設有兩個室內暖水池、三個戶外泳池和日光浴場，提供1500個觀眾座位。署方計劃先在現時遊樂場位置興建新場館，再在泳池現址重置足球場、滾軸溜冰場等設施，確保泳池服務不受工程影響，新泳館已經於2013年中啓用。整個重建項目所需費用約為13億2,380萬港元。
- 政府在2016年的《施政報告》中提出，在各區主要行人通道加建上蓋，共建「長者友善」社區。觀塘區議會選定藍田匯景交通交匯處至觀塘警署之間的鯉魚門道加建行人通道上蓋，為優先加建上蓋之路段。同時，政府正計劃加設升降機於鯉安苑與匯景商場之間的位置方便附近居民無須淋雨也能來往匯景和鯉安苑一帶。

## 事件
- 2004年7月14日，鯉逸閣1303室發生藍田童黨虐殺少女案，最後7名被告判處3至9年有期徒刑。